# Calamus eximius
Calamus eximius är en enhjärtbladig växtart som beskrevs av Karl Ewald Maximilian Burret. Calamus eximius ingår i släktet Calamus och familjen Arecaceae. Inga underarter finns listade i Catalogue of Life.